# Schweinefehn
Das Schweinefehn ist ein Naturschutzgebiet in der niedersächsischen Stadt Haselünne im Landkreis Emsland.
Das Naturschutzgebiet mit dem Kennzeichen NSG WE 274 ist 3,8 Hektar groß. Es ist vollständig Bestandteil des FFH-Gebietes „Stadtveen, Kesselmoor, Süd-Tannenmoor“.
Das Naturschutzgebiet liegt westlich des zu Haselünne gehörenden Ortsteils Hülsen. Es besteht aus einem Kleinstmoor in Form eines Schlatts, das von Torfmoos- und Wollgras-Schwingrasen umgeben ist. Das Ufer ist mit Kiefern bestanden. Nach drei Seiten schließen sich ebenfalls mit Kiefern bewaldete Dünen an. Im Westen befindet sich außerhalb des Naturschutzgebietes eine landwirtschaftliche Nutzfläche.
Das Gebiet stand seit dem 1. Dezember 1990 als Bestandteil des inzwischen gelöschten Naturschutzgebiet „Stadtveen - Schweinefehl“ mit dem Kennzeichen NSG WE 204 unter Naturschutz. Seit dem 31. Dezember 2009 bildet es ein eigenes Naturschutzgebiet. Zuständige untere Naturschutzbehörde ist der Landkreis Emsland.